# Коррупционный скандал в итальянском футболе (1986)
Totonero 1986 — скандал с договорными футбольными матчами в Италии, которые происходили в период с 1984 по 1986 год в Сериях А, В, С1 и С2.
Данный скандал был раскрыт в мае 1986 года итальянской полицией и Армандо Карбоне, другом менеджера Наполи Итало Аллоди. Замешанными в этом скандале оказались менеджеры и футболисты, которые сдавали футбольные матчи за деньги.

## Наказания клубов
- Удинезе (Серия А); −9 очков в Серии А сезона 1986-87 (в проекте первоначального наказания: перевод в серию С1).
- Кальяри (Серия В); −5 очков в Серии В сезона 1986-87.
- Лацио (Серия В); −9 очков в Серии В 1986-87 (в проекте первоначального наказания: перевод в серию С1).
- Ланеросси Виченца (Серия В); исключение из Серии А сезона 1986-87.
- Триестина (Серия В); −1 очко в Серии В сезона 1985-86 и −4 очка в Серии В сезона 1986-87.
- Перуджа (Серия В); перевод в Серию С2 и −2 очка в сезоне 1986-87 годах (в проекте первоначального наказания: перевод в Серию С2 и −5 очков в сезоне 1986-87).
- Палермо (Серия В); −5 очков в Серии В сезона 1986-87.
- Фоджа (Серия С1); −5 очков в Серии С1 сезона 1986-87 (в проекте первоначального наказания: перевод в Серию С2).
- Кавезе (Серия С1); перевод в Серию С2 и −5 очков в сезоне 1986-87.

## Дисквалификации
Менеджеры и тренеры
- Герино Амато (президент Кавезе); 5 лет с исключением из FIGC.
- Гвидо Магерини (Рондинелла); 5 лет с исключением из FIGC.
- Тито Корси (Удинезе); 5 лет с исключением из FIGC.
- Спартако Гини (президент Перуджи); 5 лет (5 лет с исключением из FIGC в первоначальном проекте наказания).
- Джан Филиппо Реали (Сарнико); 3 года и 9 месяцев (3 года и 3 месяца в первоначальном проекте наказания).
- Эрнесто Бронцетти (Фоджа); 3 года (5 лет с исключением из FIGC в первоначальном проекте наказания).
- Дарио Машарин (президент Виченцы); 3 года (5 лет с исключением из FIGC в первоначальном проекте наказания).
- Антонио Пигино (Pro Vercelli); 3 года.
- Джанкарло Сальви (Виченца); 3 года.
- Ренцо Уливьери (тренер «Кальяри»); 3 года.
- Франко Янич (Бари); 6 месяцев (1 год в первоначальном проекте наказания).
- Альдо Агроппи (тренер Перуджи); 4 месяца.
- Онофрио Шиллачи (Палермо); 4 месяца.
- Сальваторе Матта (президент Палермо); 4 месяца.
- Гастоне Риццато (Виченца); 4 месяца.
- Костантино Роцци (президент Асколи); 4 месяца.
- Джорджо Витали (Монца); 4 месяца.

Футболисты
- Франко Черилли (Виченца); 5 лет с исключением из FIGC.
- Клаудио Винаццани («Лацио»); 5 лет с исключением из FIGC.
- Джованни Лорини (Монца); 5 лет с исключением из FIGC.
- Маурицио Росси (Пескара); 5 лет с исключением из FIGC.
- Массимо Качча (Мессина); 5 лет.
- Джузеппе Герини (Палермо); 3 года и 1 месяц.
- Джованни Вавассори (Кампания-Путеолана); 3 года и 4 месяца (3 года в первоначальном проекте наказания).
- Джованни Бидезе (Pro Vercelli); 3 года и 3 месяца (3 года в первоначальном проекте наказания).
- Маурицио Брагин (Триестина); 3 года.
- Сауро Масси (Перуджа); 3 года.
- Джузеппе Ронко (Палермо); 3 года.
- Джакомо Чинеллато (Кальяри); 2 года.]
- Мауро Мелотти (Spal); 1 год и 6 месяцев (3 года в первоначальном проекте наказания).
- Альфио Философи (Вирескит Бергамо); 6 месяцев (1 год в первоначальном проекте наказания).
- Онофрио Бароне (Палермо); 5 месяцев.
- Луиджи Каньи (Самбенедеттезе); 4 месяца.
- Антонио Гаспарини (Монца); 4 месяца.
- Марио Джудетти (Pro Vercelli); 4 месяца.
- Туллио Гритти (Брешия); 4 месяца.
- Тициано Манфрин (Самбенедеттезе); 4 месяца.
- Антонио Богони (Чезена); 4 месяца.
- Стефано Донетти (Мартина Франка); 3 месяца.
- Сильвано Бенедетти (Палермо); 1 месяц.
- Тебальдо Биглиарди (Палермо); 1 месяц.
- Массимо Бурси (Палермо); 1 месяц.
- Джанни Де Биази (Палермо); 1 месяц.
- Оливьеро Ди Стефано (Палермо); 1 месяц.
- Франко Фальчетта (Палермо); 1 месяц.
- Андреа Палланч (Палермо); 1 месяц.
- Клаудио Пеллегрини (Палермо); 1 месяц.
- Марио Пига (Палермо); 1 месяц.
- Микеле Пинтауро (Палермо); 1 месяц.
- Марио Ромити (Барлетта); 1 месяц.
- Орацио Сорбелло (Палермо); 1 месяц.